# Digama clinchorum
Digama clinchorum là một loài bướm đêm thuộc phân họ Arctiinae, họ Erebidae.